# Alstroemerieae
Alstroemerieae es el nombre de una tribu de plantas monocotiledóneas, herbáceas y perennes perteneciente a la familia de las alstroemeriáceas. Son originarias de Centro y Sudamérica. Presentan flores muy vistosas, relativamente grandes y de variados colores. Por la belleza de sus flores se las suele emplear como plantas ornamentales y, muy especialmente, como flor de corte.
La tribu comprende cerca de 230 especies distribuidas en tres géneros, Bomarea, Schickendantziella y Alstroemeria. Hasta hace pocos años esa familia se consideraba parte de una amplia circunscripción de las liliáceas, pero los análisis moleculares de ADN y los análisis filogenéticos basados tanto en los datos moleculares como en la morfología y anatomía, demostraron que constituyen una familia separada.

## Descripción
Son plantas herbáceas, erectas o lianas apoyantes, con rizomas simpodiales. Algunas de las raíces están engrosadas y contienen almidón. El tallo es folioso. Las hojas son lineares a lanceoladas u oblongas, bastante anchas en relación con otras monocotiledóneas, enteras, angostándose hacia la base, generalmente resupinadas, es decir, retorcidas de forma tal que la superficie superior durante el desarrollo se vuelve inferior durante la madurez. 
Las inflorescencias son terminales y umbeliformes, constituyendo cimas helicoidales, rodeadas usualmente por un involucro de brácteas, raramente reducidas a una única flor. 
Las flores son muy vistosas, relativamente grandes, hermafroditas, trímeras, actinomorfas a levemente zigomorfas. El perigonio está formado por 6 tépalos libres en la base, dispuestos en dos ciclos. El color de las flores puede ser amarillo, rojo, rosa, anaranjado o verde, dependiendo de la especie y de la variedad; en general con manchas oscuras. Presentan nectarios en la base de dos de los tépalos internos. El androceo está formado por 6 estambres, dispuestos en dos ciclos, con los filamentos libres entre sí y libres de los tépalos, angostos, alternan con las piezas del perigonio. Las anteras son basifijas, no versátiles, con dehiscencia introrsa y longitudinal. La microsporogénesis es sucesiva y el tapete es de tipo glandular. Los granos de polen son sulcados, usualmente plano-convexos y compuestos por dos células. El gineceo es de ovario ínfero, trilocular, con numerosos óvulos anátropos de placentación axilar. El fruto es una cápsula loculicida, umbonada o truncada apicalmente, con 6 costillas longitudinales. 
Las semillas son redondas o esferoidales, con el embrión pequeño en relación con el endosperma, a la madurez con tegumento seco en Alstroemeria y sarcotesta en Bomarea. 
Presentan rafidios de oxalato de calcio en diferentes órganos.

### Citología
Las especies diploides de Bomarea tienen un par de cromosomas de más (2n=18) con respecto a las especies de Alstroemeria (2n=16); no obstante, las mismas presentan una menor longitud cromosómica total. Otra diferencia entre ambos géneros es que las especies de Bomarea tienen cariotipos más simétricos. Los análisis cariotípicos sobre estas especies indican que existen considerables diferencias cariológicas entre ambos géneros.

## Distribución
Bomarea se distribuye desde el centro de México y las Antillas (24°N) hasta Argentina (29°S) y Chile (40°S).
Alstroemeria es estrictamente sudamericano ya que sus especies habitan desde Venezuela (3ºN) hasta Tierra del Fuego, en Argentina (53ºS).

## Filogenia y taxonomía
Alstroemerieae es hermana de Luzuriageae (tribu que cuenta con 2 géneros y 5 especies), nativa de Sudamérica (Luzuriaga ) y Australia y Nueva Zelanda (Drymophila). Las dos tribus comparten caracteres vegetativos como el ser enredaderas con hojas resupinadas. Ambas quizás deban ser combinadas en una sola familia, si bien el APWeb todavía (enero de 2009) las mantiene separadas.
Colchicaceae, a su vez, es hermana del conjunto formado por Alstroemerieae y Luzuriageae. Algunos géneros de Colchicaceae tienen hojas retorcidas, al igual que Alstroemerieae y Luzuriageae. Petermannia fue incluido en Colchicaceae en APG (1998) y APG II (2003), si bien más tarde se determinó que este género (considerado una familia por APW) es hermano de las tres familias mencionadas.
A continuación se brinda el cladograma completo (APW, actualizado a enero de 2009, basado principalmente en el análisis de Fay et al. 2006, las relaciones sugeridas por el estudio de rbcL de Janssen y Bremer 2004 son bastante diferentes, pero no incluyó a Petermanniaceae ni a Corsiaceae):
|  | Colchicaceae                                                       |
|  |                                                                    |
|  | \| \| Luzuriagaceae \| \| \| \| \| \| Alstroemeriaceae \| \| \| \| |
|  |                                                                    |
|  | Luzuriagaceae                                                      |
|  |                                                                    |
|  | Alstroemeriaceae                                                   |
|  |                                                                    |

|  | Luzuriagaceae    |
|  |                  |
|  | Alstroemeriaceae |
|  |                  |

|  | Colchicaceae                                                       |
|  |                                                                    |
|  | \| \| Luzuriagaceae \| \| \| \| \| \| Alstroemeriaceae \| \| \| \| |
|  |                                                                    |
|  | Luzuriagaceae                                                      |
|  |                                                                    |
|  | Alstroemeriaceae                                                   |
|  |                                                                    |

|  | Luzuriagaceae    |
|  |                  |
|  | Alstroemeriaceae |
|  |                  |

|  | Rhipogonaceae |
|  |               |
|  | Philesiaceae  |
|  |               |

|  | Smilacaceae |
|  |             |
|  | Liliaceae   |
|  |             |

|  | Rhipogonaceae |
|  |               |
|  | Philesiaceae  |
|  |               |

|  | Smilacaceae |
|  |             |
|  | Liliaceae   |
|  |             |

|  | Colchicaceae                                                       |
|  |                                                                    |
|  | \| \| Luzuriagaceae \| \| \| \| \| \| Alstroemeriaceae \| \| \| \| |
|  |                                                                    |
|  | Luzuriagaceae                                                      |
|  |                                                                    |
|  | Alstroemeriaceae                                                   |
|  |                                                                    |

|  | Luzuriagaceae    |
|  |                  |
|  | Alstroemeriaceae |
|  |                  |

|  | Colchicaceae                                                       |
|  |                                                                    |
|  | \| \| Luzuriagaceae \| \| \| \| \| \| Alstroemeriaceae \| \| \| \| |
|  |                                                                    |
|  | Luzuriagaceae                                                      |
|  |                                                                    |
|  | Alstroemeriaceae                                                   |
|  |                                                                    |

|  | Luzuriagaceae    |
|  |                  |
|  | Alstroemeriaceae |
|  |                  |

|  | Rhipogonaceae |
|  |               |
|  | Philesiaceae  |
|  |               |

|  | Smilacaceae |
|  |             |
|  | Liliaceae   |
|  |             |

|  | Rhipogonaceae |
|  |               |
|  | Philesiaceae  |
|  |               |

|  | Smilacaceae |
|  |             |
|  | Liliaceae   |
|  |             |

|  | Colchicaceae                                                       |
|  |                                                                    |
|  | \| \| Luzuriagaceae \| \| \| \| \| \| Alstroemeriaceae \| \| \| \| |
|  |                                                                    |
|  | Luzuriagaceae                                                      |
|  |                                                                    |
|  | Alstroemeriaceae                                                   |
|  |                                                                    |

|  | Luzuriagaceae    |
|  |                  |
|  | Alstroemeriaceae |
|  |                  |

|  | Colchicaceae                                                       |
|  |                                                                    |
|  | \| \| Luzuriagaceae \| \| \| \| \| \| Alstroemeriaceae \| \| \| \| |
|  |                                                                    |
|  | Luzuriagaceae                                                      |
|  |                                                                    |
|  | Alstroemeriaceae                                                   |
|  |                                                                    |

|  | Luzuriagaceae    |
|  |                  |
|  | Alstroemeriaceae |
|  |                  |

|  | Rhipogonaceae |
|  |               |
|  | Philesiaceae  |
|  |               |

|  | Smilacaceae |
|  |             |
|  | Liliaceae   |
|  |             |

|  | Rhipogonaceae |
|  |               |
|  | Philesiaceae  |
|  |               |

|  | Smilacaceae |
|  |             |
|  | Liliaceae   |
|  |             |

|  | Colchicaceae                                                       |
|  |                                                                    |
|  | \| \| Luzuriagaceae \| \| \| \| \| \| Alstroemeriaceae \| \| \| \| |
|  |                                                                    |
|  | Luzuriagaceae                                                      |
|  |                                                                    |
|  | Alstroemeriaceae                                                   |
|  |                                                                    |

|  | Luzuriagaceae    |
|  |                  |
|  | Alstroemeriaceae |
|  |                  |

|  | Colchicaceae                                                       |
|  |                                                                    |
|  | \| \| Luzuriagaceae \| \| \| \| \| \| Alstroemeriaceae \| \| \| \| |
|  |                                                                    |
|  | Luzuriagaceae                                                      |
|  |                                                                    |
|  | Alstroemeriaceae                                                   |
|  |                                                                    |

|  | Luzuriagaceae    |
|  |                  |
|  | Alstroemeriaceae |
|  |                  |

|  | Rhipogonaceae |
|  |               |
|  | Philesiaceae  |
|  |               |

|  | Smilacaceae |
|  |             |
|  | Liliaceae   |
|  |             |

|  | Rhipogonaceae |
|  |               |
|  | Philesiaceae  |
|  |               |

|  | Smilacaceae |
|  |             |
|  | Liliaceae   |
|  |             |

### Los géneros de Alstroemeriaceae

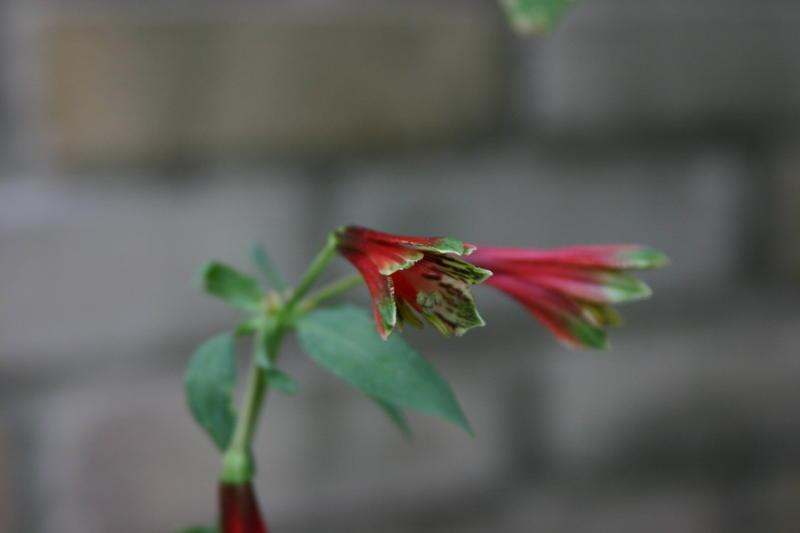
Inflorescencia de Alstroemeria psittacina, conocida como "flor de papagayo", especie originaria de Brasil y noreste de Argentina.

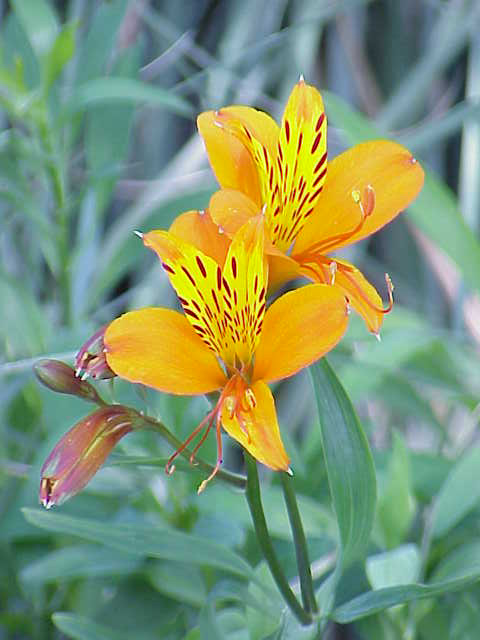
Inflorescencia de Alstroemeria aurantiaca, especie originaria del sur de Chile y Argentina.

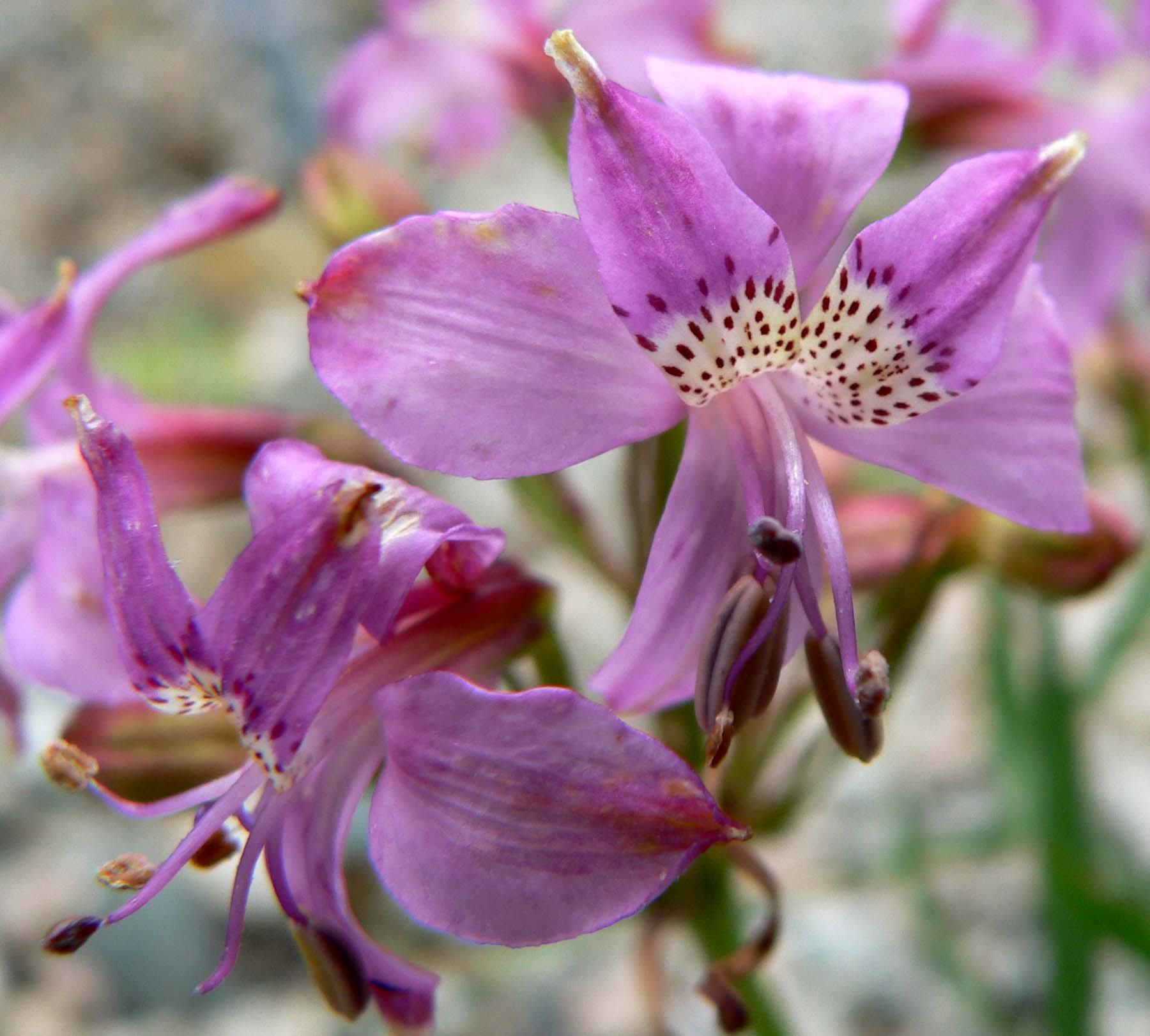
Alstroemeria revoluta, fotografía tomada en los jardines botánicos de la Universidad de la Columbia Británica ("University of British Columbia").

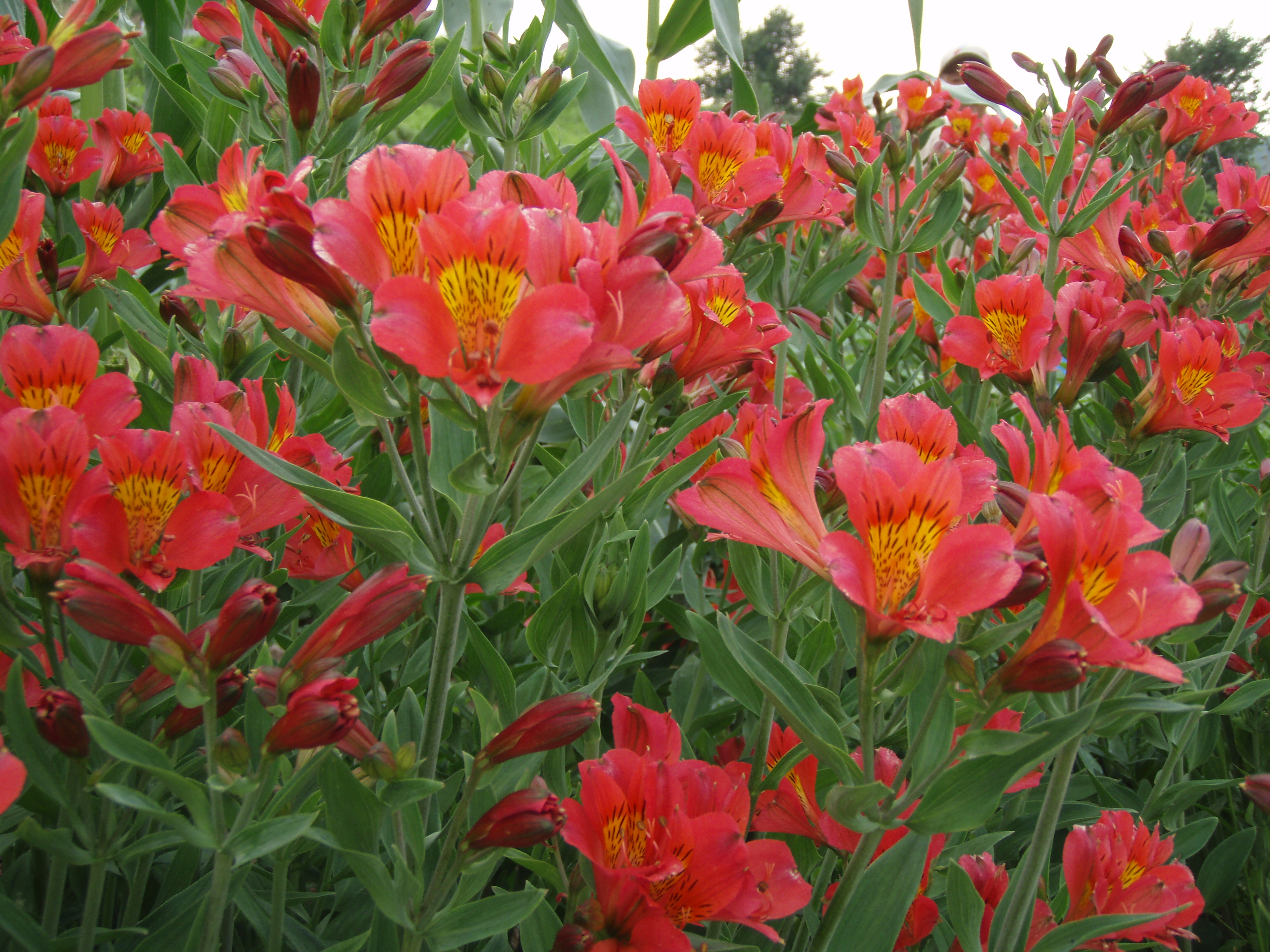
Un cultivar moderno de Alstroemeria.

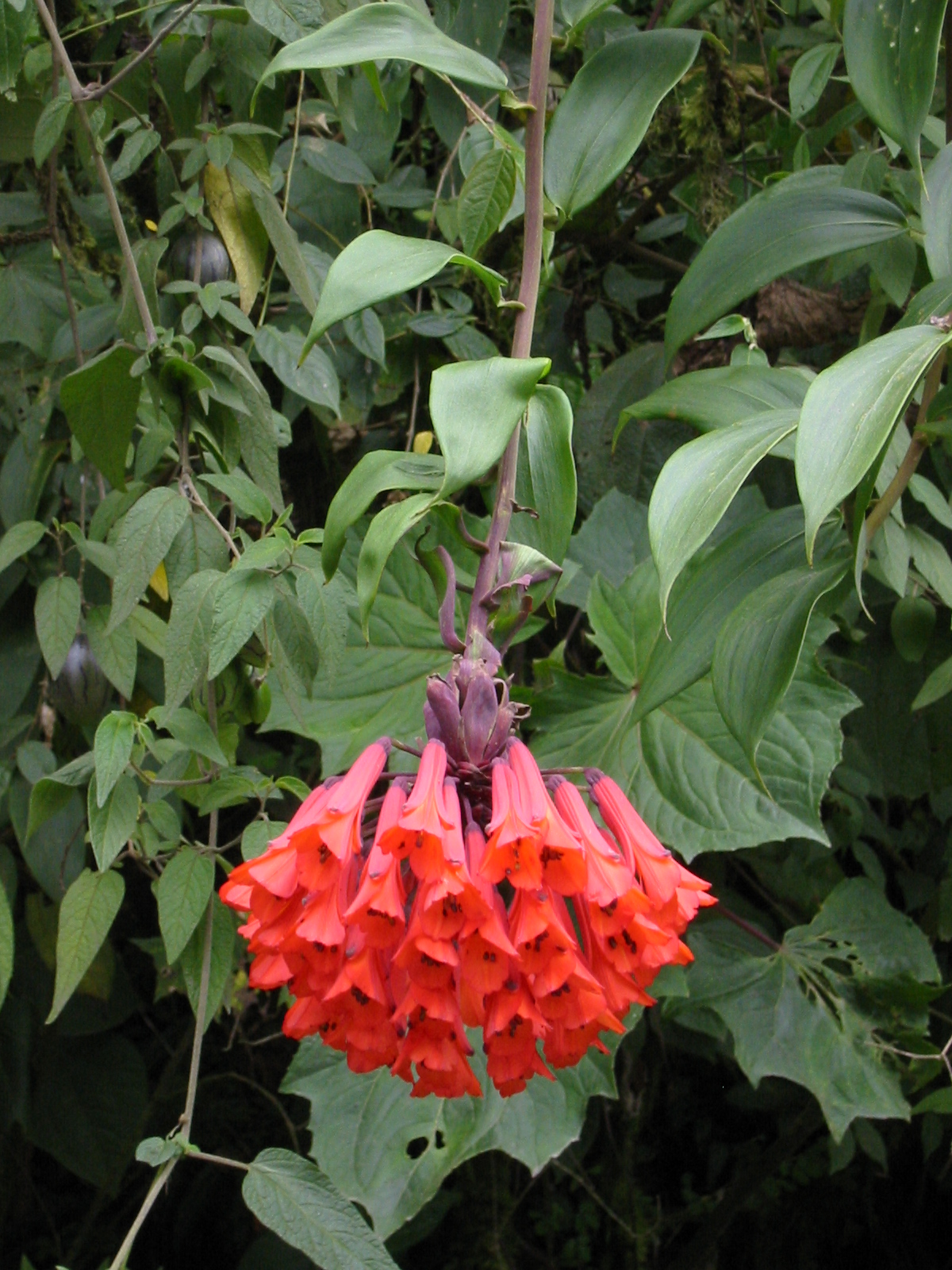
Inflorescencia de una especie de Bomarea fotografiada en el sur de Ecuador.

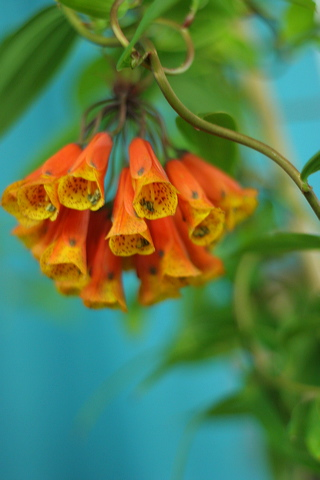
Inflorescencia de Bomarea caldasii.

En varias revisiones de Alstroemeriaceae se listan cuatro géneros dentro de la familia: Alstroemeria, Bomarea, Schickendantzia y Leontochir, a las que se agregó el género Taltalia en 1998.  No obstante, los géneros monotípicos Schikendtzia y Taltalia han sido incluidos dentro de Alstroemeria sobre la base de detallados estudios morfológicos, anatómicos y cromosómicos. Por otro lado, Leontochir ovallei, único representante de su género, ha demostrado en los análisis moleculares y morfológicos que se asocia y entremezcla con las especies de Bomarea, por lo que no se lo puede reconocer como un género aparte. Fue transferido en el 2000 a Bomarea, como Bomarea ovallei.
El número exacto de especies de ambos géneros es difícil de precisar con exactitud ya que constantemente se descubren nuevas especies para la ciencia y existen, además, problemas nomenclaturales.
- Alstroemeria L., Pl. Alströmeria: 8 (1762). Incluye 122 especies distribuidas desde el sur de Venezuela hasta el sur de América del Sur.  Los siguientes nombres se consideran sinónimos de este género: 
  - Ligtu Adans., Fam. Pl. 2: 20 (1763).
  - Lilavia Raf., Fl. Tellur. 4: 35 (1838).
  - Priopetalon Raf., Fl. Tellur. 4: 34 (1838).
  - Schickendantzia Pax, Bot. Jahrb. Syst. 11: 322 (1889).
  - Taltalia Ehr.Bayer, Sendtnera 5: 7 (1998).

- Bomarea Mirb., Hist. Nat. Pl. 9: 71 (1804).  Incluye 113 especies distribuidas por América tropical y Subtropical.  Los siguientes nombres de géneros se consideran sinónimos de Bomarea: 
  - Vandesia Salisb., Trans. Hort. Soc. London 1: 332 (1812).
  - Collania Herb., Amaryllidaceae: 103 (1837).
  - Sphaerine Herb., Amaryllidaceae: 106 (1837).
  - Dodecasperma Raf., Fl. Tellur. 4: 35 (1838).
  - Wichuraea M.Roem., Fam. Nat. Syn. Monogr. 4: 177 (1847).
  - Danbya Salisb., Gen. Pl.: 57 (1866).
  - Leontochir Phil., Anales Univ. Chile 43: 544 (1873).

## Importancia económica y cultural

### Como alimento
Bomarea edulis se distribuye desde México hasta Argentina, sus raíces tuberosas han sido utilizadas desde tiempos precolombinos como alimento. De hecho, una planta bien desarrollada puede tener hasta 20 tubérculos radicales de hasta 5 cm de diámetro.

### Como plantas ornamentales
Algunas de las especies de alstroemeriáceas que se cultivan como plantas ornamentales, son:
- Alstroemeria aurea: nativa del sur de Chile, incluyendo Chiloé, crece en los sotobosques húmedos. Florece en verano. Las plantas se multiplican rápidamente gracias a sus finas raíces carnosas. Los tallos alcanzan hasta 1 m de altura. Las hojas son lanceoladas. Las flores tienen de 3 a 4 cm de diámetro, de color amarillo hasta anaranjado y los tépalos exteriores están manchados de tonalidades verdosas. Para el cultivo en el jardín se recomiendan sitios con suelo húmedo a pleno sol o en sombra parcial. Es la especie del género más rústica, soporta hasta -15 °C si las raíces se protegen.[34]
- Alstroemeria haemantha: nativa de Chile, especialmente en la región de Valparaíso. Crece en las laderas rocosas bien drenadas. Florece a principios de verano. Alcanza una altura de 1 m y las hojas son glaucas en el envés. Las flores tienen hasta 5 cm de diámetro y son de color rojo a anaranjado fuerte. Los tépalos exteriores son oblongos a obovados. Es resistente hasta temperaturas de -15 °C.[34]
- Alstroemeria ligtu: nativa de Chile, crece en suelos pedregosos y arenosos, secos. Florece a fines de la primavera y principios de verano y presenta una altura entre 60 cm y 1 m. Las flores son de variados colores, usualmente lilas y rosadas, rojizas o blanquecinas. En la naturaleza las flores de esta especie son rosadas pero las flores o plantas que se comercializan como "híbridos ligtu" son, en realidad el producto del cruzamiento entre A. ligtu y A. haemantha, obtenidos por Clarence Elliott en 1927 cuando introdujo las especies parentales a Inglaterra desde Chile. En los jardines se recomienda cultivarla en un suelo bien drenado a pleno sol.[34]
- Alstroemeria psittacina es una especie que se distribuye por el Cerrado y el Pantanal en Brasil, en Perú y  alcanza, hacia el sur, la provincia de Misiones en Argentina. Es una planta de unos 40 a 60 cm de altura, con hojas oblongo-lanceoladas, obtusas en el ápice y atenuadas en la base. Las flores, de 4 a 5 cm de largo, se hallan dispuestas en umbelas de 5 a 6 flores. Los tépalos son de color rojo en las dos terceras partes inferiores, verdosos en el ápice y manchados. Se la debe cultivar en un suelo bien drenado, húmedo en verano.[34]
- Bomarea ovallei (sin.: Leontochyr ovallei) es una especie endémica de Chile que habita suelos pedregosos, a pleno sol, en una restringida área costera de la III región de Chile. Posee flores rojas, más raramente amarillas, reunidas en llamativas inflorescencias de hasta 10 cm de diámetro. Esta especie es conocida como "garra de león" o "mano de león". Es una especie en peligro por su distribución restringida y porque sus tubérculos son alimento de guanacos y otros animales introducidos en su hábitat natural. Presenta un gran potencial como especie ornamental.

### Alstroemerias híbridas: origen y mejoramiento genético
La mayoría de los cultivares modernos de alstroemeria no pertenecen a una especie en particular sino que son el resultado de programas de hibridación interespecífica. Por esa razón, los cultivares modernos, que no se pueden adscribir a ninguna especie en particular, se les denomina colectivamente como Alstroemeria hybrida. La gran mayoría de los cultivares modernos, cuyo mejoramiento genético fue iniciado en la compañía holandesa Van Straaveren de Aslsmeer, tienen como objetivo abastecer el mercado de flor de corte. No obstante, algunos de ellos también pueden ser utilizados como excelentes plantas de jardín.
En su origen, estos cultivares provenían de la hibridación entre Alstroemeria aurea (utilizada en el mejoramiento genético para incorporar tallos fuertes y altos en los cultivares híbridos), Alstroemeria pelegrina (su valor en los programas de mejora reside en sus grandes flores) y A. ligtu (usada por sus colores diferentes a las anteriores). A medida que las décadas fueron transcurriendo se sumaron otras muchas especies a estas tres iniciales, tales como: A. pelegrina alba, A. angutifolia, A. diluta, A. hookeri, A. kingii, A. magenta, A. magnifica, A. pulchra, A. revoluta, y A. werdermannii.
Existen barreras a la hibridación entre las especies de Alstroemeria de Chile y aquellas originarias de Brasil. Se han obtenido híbridos interespecíficos con éxito gracias al cultivo in vitro de los embriones híbridos inmaduros. Gracias a esta técnica se han producido los cultivares "Patriot", "Freedom", "Redcoat" y "Liberty". Además, se han producido exitosamente tetraploides (2n=4x=32) de varios híbridos estériles mediante el empleo de técnicas de duplicación cromosómica in vitro.